# Třída Le Corse
Třída Le Corse (Typ E 50) byly fregaty francouzského námořnictva z éry studené války. Jejich hlavním úkolem byl doprovod konvojů a jejich obrana proti útokům ponorek a letadel. Celkem byly postaveny čtyři jednotky této třídy. Jejich dalším vývojem později vznikla vylepšená třídy Le Normand. Vyřazeny byly v letech 1975–1977.

## Stavba
Dvě fregaty typu E 50 byly objednány roku 1949 a další dvě roku 1950. Stavba První třetí jednotky byly financovány z amerického programu vojenské pomoci MDAP. V letech 1951–1956 byly postaveny čtyři fregaty této třídy. Stavbu provedly francouzské loděnice Forges et Chantiers de la Méditerranée v La Seyne-sur-Mer, Ateliers et Chantiers de la Loire v Nantes a Arsenal de Lorient v Lorientu.
Jednotky třídy Le Corse:
| Jméno                | Založení kýlu | Spuštěna          | Vstup do služby | Osud                                                                       |
| -------------------- | ------------- | ----------------- | --------------- | -------------------------------------------------------------------------- |
| Le Corse (F761)      | 1951          | 5. srpna 1952     | 15. dubna 1955  | V letech 1964–1966 převedena do rezervy, po reaktivaci vyřazena roku 1975. |
| Le Brestois (F762)   | 1951          | 16. srpna 1952    | 19. ledna 1956  | Vyřazena 1975.                                                             |
| Le Boulonnais (F763) | 1952          | 12. května 1953   | 5. srpna 1955   | V letech 1964–1966 převedena do rezervy, po reaktivaci vyřazena roku 1977. |
| Le Bordelais (F764)  | 1952          | 11. července 1953 | 7. dubna 1955   | V letech 1964–1966 převedena do rezervy, po reaktivaci vyřazena roku 1975. |

## Konstrukce

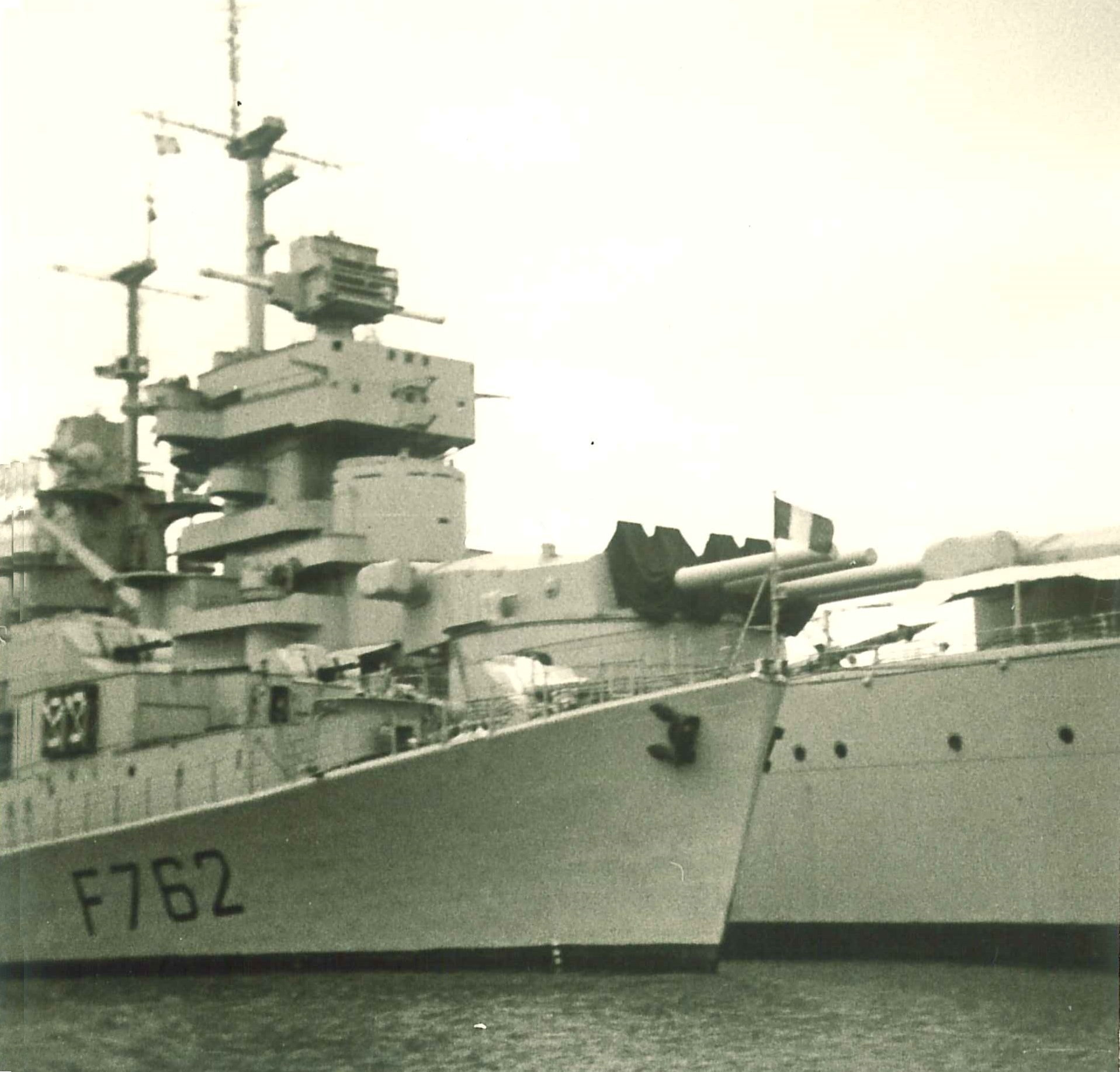
Le Brestois (F762) vedle bitevní lodě Jean Bart

Plavidla nesla radary DRBV 20A, DRBN 32 a DRBC 31 a sonary DUBV 1 a DUBA 1. Hlavňovou výzbroj tvořilo šest 57mm kanónů modelu 1948 ve dvoudělových věžích (jedna na přídi a dvě na zádi) a dva 20mm kanóny. K ničení ponorek sloužily především čtyři trojhlavňové 550mm torpédomety, které byly nezvykle umístěny na přední palubě po stranách příďové dělové věže. Vedle torpédometů se nacházely schránky obsahující rezervní sadu torpéd (celkem tedy 24 kusů). V pokročilé fázi vývoje plavidel byla výzbroj zesílena o šestihlavňový 375mm protiponorkový raketomet Bofors, pro který však bylo místo pouze na zadní nástavbě před radarem DRBC 31. Pozice byla nevýhodná a úhel střelby omezený, což bylo napraveno u fregat následující třídy Le Normand. Výzbroj doplňovaly ještě dva vrhače a jeden spouštěč hlubinných pum. Pohonný systém tvořily dva kotle a dvě převodové turbíny. Nejvyšší rychlost dosahovala 27 uzlů. Dosah byl 4000 námořních mil při rychlosti 15 uzlů.

### Modernizace
Dílčí modernizací prošla pouze fregata Le Brestois. Zadní dělovou věž nahradila nová se 100mm kanónem Creusot-Loire. 375mm vrhahč byl odstraněn a na jeho místě instalován radar DRBC 32A. Na všech fregatách radar DRBV 20A nahradil modernější DRBV 22A.